# Dicranomyia unispinosa
Dicranomyia unispinosa är en tvåvingeart som beskrevs av Alexander 1921. Dicranomyia unispinosa ingår i släktet Dicranomyia och familjen småharkrankar. Inga underarter finns listade i Catalogue of Life.